# Enganche tripuntal

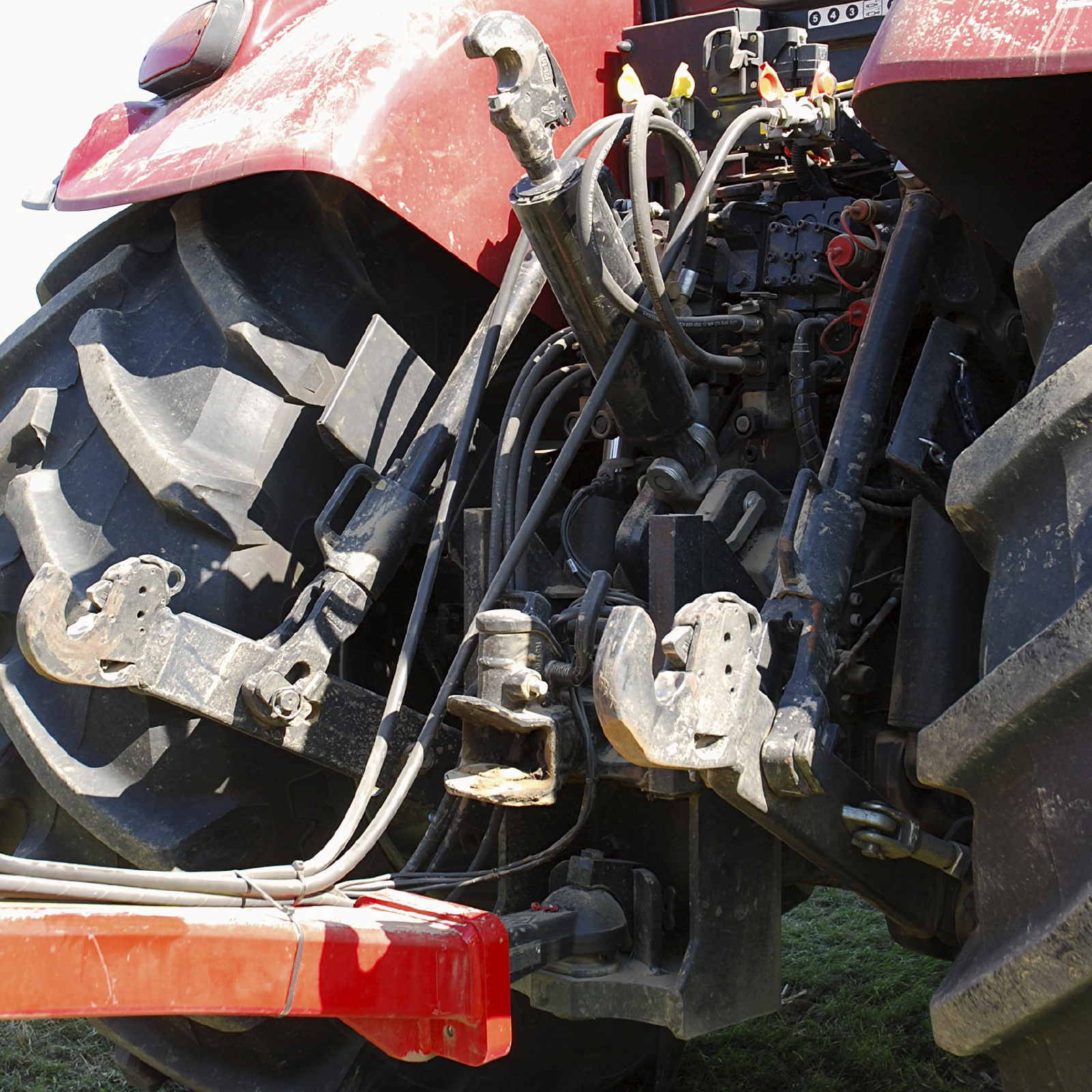
Trasera del tractor equipado con un enganche de tres puntos. Brazo de empuje arriba y por debajo el eje de impulsión con dos brazos.

El enganche tripuntal es un tipo de enganche ampliamente usado para enlazar aperos y otros útiles a un tractor agrícola o industrial. Los tres puntos se asemejan a un triángulo, o una letra A.
El enganche de tres puntos es la manera más sencilla y la única manera estáticamente fija de enlazar
dos cuerpos en mecánica.
Un enganche tripuntal enlaza el apero al tractor de forma que la orientación del apero es fijada
con respecto al tractor y la posición del brazo del enganche.
El tractor arrastra parte o el total del peso del apero.
El otro tipo de mecanismo para enganchar una carga es con una barra de arrastre,
con un punto único, pivotando el enganche donde el apero o remolque no está en una posición fija con respecto al tractor.
El beneficio primario del sistema de enganche de tres puntos es transferir el peso y la resistencia
del apero a las ruedas del tractor.
Esto permite al tractor una tracción mejor dada la misma potencia,
peso, y consumo de combustible.
La utilidad y simplicidad de este tipo de enganche
lo ha convertido en un estándar de la industria.

## Componentes
El enganche tripuntal tiene varios componentes trabajando unidos. Estos son el sistema hidráulico del tractor, los puntos de enganche, los brazos portantes y los estabilizadores.
Los enganches tripuntal están compuestos de tres brazos móviles. Los dos brazos inferiores (brazos portantes) son controlados por el sistema hidráulico, y proveen carga, arrastre. El tercer brazo central superior llamado enlace superior, es móvil, pero normalmente no está conectado al sistema hidráulico del tractor. Cada brazo tiene un dispositivo de enganche para conectar los aperos al enganche.
Cada enganche tiene agujeros para enlazar, y el apero tiene piezas para introducir en los agujeros. El apero es fijado colocando un pin en los extremos de las piezas. Los brazos portantes del enganche son alimentados por el sistema hidráulico del tractor. El sistema hidráulico es controlado por el operador del tractor, y normalmente tiene un conjunto de configuraciones disponibles.

## Categorías por tamaño
Hay cinco categorías diferentes según el tamaño. Cuanto mayor es la categoría del enganche más robustos son los brazos portantes y más largos los conectores pin.
Las categorías son las siguientes:
| Categoría | Potencia Tractor HP | Diámetro PIN enlace superior (pulgadas)* | Diámetro PIN brazo portante (pulgadas) |
| --------- | ------------------- | ---------------------------------------- | -------------------------------------- |
| 0         | Hasta 20            | 5⁄8                                      | 5⁄8                                    |
| 1         | 20 a 45             | 3⁄4                                      | 7⁄8                                    |
| 2         | 40 a 100            | 1                                        | 1⅛                                     |
| 3         | 80 a 225            | 1¼                                       | 1 7⁄16                                 |
| 4         | 180 +               | 1 3⁄4                                    | 2                                      |

## Normas y estándares
- ISO 730 - Norma internacional para, Tractores de uso en agricultura -- Unión de tres puntos montada en la parte trasera del tractor. Categorías 1N, 1, 2N, 2, 3N, 3, 4N y 4. Versión actual año 2009.